# Apple Fordító
Az Apple Fordító egy fordítóalkalmazás, amelyet az Apple fejlesztett ki iOS és iPadOS rendszerű készülékeihez. A szolgáltatás szöveges mondatok vagy beszéd több nyelv közötti fordítására szolgál, és hivatalosan 2020. szeptember 16-án jelent meg az iOS 14-gyel együtt.

## Története
Az alkalmazást 2020 júniusában jelentették be az Apple éves fejlesztői konferenciáján, a WWDC 2020-on. Az iOS 14 részeként mutatták be, és a platform egyik új, fontos funkciójaként emlegették. Az alkalmazás célja az, hogy egy egyszerű és intuitív felületet biztosítson a felhasználóknak, ahol két nyelv között könnyedén fordíthatnak.
Az Apple Fordító első verziója 11 nyelvet támogatott, köztük az angolt, spanyolt, franciát, németet, kínait, oroszt, és arabot. Az alkalmazás kulcsfontosságú jellemzője az volt, hogy offline módban is használható, miután a nyelveket a felhasználók letöltötték a  készülékére. Ez nagy előnyt jelentett azoknak, akik olyan helyeken utaztak, ahol korlátozott az internetkapcsolat.
Az alkalmazás különlegessége az úgynevezett Conversation Mode (beszélgetési mód), amely lehetővé teszi, hogy két felhasználó valós időben kommunikáljon különböző nyelveken, miközben az app folyamatosan fordítja az általuk mondottakat.
A fordító beépült az Apple ökoszisztémába is, így például a Safari böngészőben is használható weboldalak fordítására. Ez a funkció megkönnyíti a felhasználóknak a külföldi tartalmak fogyasztását és megértését.
A szolgáltatás Magyarországon is elérhető és használható, de a magyar nyelv támogatásának hiánya miatt nem annyira népszerű, mint a Google Fordító. Azonban azok számára, akik angolul vagy más támogatott nyelveken kommunikálnak, hasznos lehet az Apple ökoszisztémájába szorosan beépített fordító app.

## Nyelvek
| Nyelv                      | Kiadás dátuma |
| -------------------------- | ------------- |
| Arab                       | 2020          |
| Kínai (Egyszerűsített)     | 2020          |
| Kínai (Hagyományos)        | 2021          |
| Holland                    | 2022          |
| Angol (Egyesült Királyság) | 2020          |
| Angol (Egyesült Államok)   | 2020          |
| Francia                    | 2020          |
| Német                      | 2020          |
| Hindi                      | 2024          |
| Indonéz                    | 2022          |
| Olasz                      | 2020          |
| Japán                      | 2020          |
| Koreai                     | 2020          |
| Lengyel                    | 2022          |
| Portugál (Brazília)        | 2020          |
| Orosz                      | 2020          |
| Spanyol (Spanyolország)    | 2020          |
| Thai                       | 2022          |
| Török                      | 2022          |
| Ukrán                      | 2023          |
| Vietnámi                   | 2022          |

## Fordítás
- Ez a szócikk részben vagy egészben  a   Translate (Apple) című angol Wikipédia-szócikk ezen változatának fordításán alapul.  Az eredeti cikk szerkesztőit annak laptörténete sorolja fel. Ez a jelzés csupán a megfogalmazás eredetét és a szerzői jogokat jelzi, nem szolgál a cikkben szereplő információk forrásmegjelöléseként.